# ソニー仙台FC
ソニー仙台FC（ソニーせんだいエフシー、英: Sony Sendai）は、かつて存在した宮城県の社会人サッカークラブ（実業団）。

## 概要
1968年にソニー株式会社仙台テクノロジーセンター（多賀城市）のサッカー同好会として発足。同年、宮城県実業団リーグに加盟し、長年宮城県リーグを主として活動。1997年度の全国地域リーグ決勝大会で優勝し、ジャパンフットボールリーグ（旧JFL）昇格を果たした。2024年、ソニーグループの構造改革に伴ってクラブの活動を終了した。
ホームゲームはユアテックスタジアム仙台（仙台市泉区）を中心に、キューアンドエースタジアムみやぎ（利府町）、みやぎ生協めぐみ野サッカー場（利府町）、七ヶ浜サッカースタジアム（七ヶ浜町）、石巻フットボール場（石巻市）、角田市陸上競技場（角田市）などで開催しており、主な活動地域としては旧宮城郡地域（仙塩地区）となる。
選手はほとんどがソニーの社員であるが、社員以外のプレーも認めており、当時地方公務員であった大槻毅が在籍していたり、大久保剛志（2012年に2シーズンぶりに完全移籍にて復帰）と町田多聞など、Jリーグから期限付き移籍を中心にプロ選手が在籍したりしていたことがある。
エンブレムは、その昔、政治の中心地であった多賀城市を守っていた兵士の刀をモチーフに、戦う姿勢を表したもの。天に向かう剣は、リーグの頂点を目指す意味が込められている。また、その剣の上にはアルファベットのSとSの組み合わせている。配色は、ブルーをベースに、フェアプレイを表わす白、冷静を表わす水色である。

## 歴史
1998年に東北社会人サッカーリーグから旧JFLに昇格、同年の旧JFL参入初戦では、優勝候補の本田技研工業と対戦して接戦の末4-3と大金星で船出を飾った。なお、1998年は仙台市を本拠とするブランメル仙台が既にJFLに参戦していたことから、新聞報道では社によってB仙台との区別から「S仙台」（Sはソニーの略）としたり、あるいは実業団チームであることを配慮し単に「ソニー」と表したものもあった。1999年からのJFLには発足当初から加入。

### 2008年
OBの田端秀規が監督に就任し、ベガルタ仙台から大久保剛志を期限付き移籍で獲得したほか、上記の麻生、今田の他に大瀧義史など大卒の選手を獲得し、また栃木SCから谷池洋平、徳島ヴォルティスから天羽良輔とJリーグでも実績のある選手を獲得。上位進出を目指したが、万年中位という位置からの脱却ができず9位に終わった。

### 2009年
ロアッソ熊本からFW町田多聞を、大卒ではFW澤口泉、DF比嘉隼人を獲得した他、大久保が期限付き移籍を延長した。序盤はなかなか調子が上がらず10位に甘んじたが、後期に入り谷池を中心とした守備陣が安定して（失点数はリーグ1位の失点となった）、勝負ところで町田や澤口が得点を決めたこともあり後期は1位となり、年間順位でも3位となり過去最高順位となった。

### 2010年
ゆめ半島千葉国体のサッカー競技・成年男子に宮城県代表として参加し、優勝した。リーグ戦は序盤こそ開幕ダッシュに成功したが、前期5節以降に怪我人が続出し、昨年のレギュラーだった町田や比嘉が離脱してチームは4月以降2ヶ月間未勝利となってしまい、その後も谷池や花渕修平など怪我人が相次き、結局前期は12位で折り返した。後期は天皇杯でJ1のベガルタ仙台に勝利し上記の国体優勝はしたもののリーグ戦では好不調が波が激しく、決定力不足になったこともあり年間順位は14位と精彩を欠いたリーグ戦となってしまった。シーズン終了後にソニー仙台一筋に活躍した高野和隆、木村孝次が引退。町田も現役引退。大久保のベガルタ仙台復帰をはじめ8人が退団した。

### 2011年
ブラウブリッツ秋田から菅原太郎、V・ファーレン長崎から宮尾勇輝が移籍。新人3人がソニー仙台に加入した。しかし、東日本大震災による津波で多賀城市にあるソニー仙台テクノロジーセンターやその周辺が壊滅的な被害に遭ったことにより、リーグ戦参加の目処がたたなくなった。そのため、前期7節から17節までのリーグ戦参加をとりやめ、後期第1節よりリーグ戦に参加することとなった。
チームは2ヶ月間練習できず、全体練習が始まったのが震災から2ヶ月たった5月の中旬だった。そして7月3日の後期第1節のアルテ高崎戦よりリーグ戦に復帰した。しかし2ヶ月のブランクは予想以上に大きく、後期開幕後しばらく勝利をあげられず、初勝利が9月23日の町田ゼルビア戦だった。その後も、雷雨や台風の影響で順延になった試合が10月に組み込まれ、10月から11月に週2回の試合が連続したこともあり、選手の疲労が濃くなってしまい、なかなか勝利をあげられず、後期だけ参加したリーグ戦は最下位の18位（災害復興支援試合を含めると17位）となった。本来なら地域リーグに自動降格になるが、町田ゼルビア、松本山雅FCのJ2加盟とジェフリザーブズのチーム解散があって、辛うじてJFL残留となった。シーズン終了後、監督の田端とフィジカルコーチの片桐幹雄が退任、長年ソニー仙台でプレーした本多進司が現役引退。菅原太郎もHOYO AC ELAN大分へ移籍をはじめ、麻生耕平と花渕修平が退団。 遠藤大志はGKコーチ専任となった。

### 2012年
コーチだった石川雅人が監督に昇格。現役を引退しばかりの本多がコーチ就任した。またベガルタ仙台から大久保が2年ぶりに復帰したのをはじめ、ジェフリザーブズから瀧本雄太、アルテ高崎から山藤健太と布施有太を獲得したが、新卒で加入した選手がJFL加盟後初めて1人もいなかった。開幕2連敗したもののその後はリーグ2位タイの失点数もあり、守り勝ちする試合で勝ち点を積み重ねた。しかしリーグワーストの27得点を示すように年間通じて決定力不足に悩まされ、特にリーグ後半は決定力不足が顕著になり、8月以降複数得点する試合が1試合もなく、最後は10試合連続未勝利・4試合連続完封負けでリーグ戦を終えた。シーズン終了後に橋本尚樹、斎藤雅也、門馬匡史、山内達夫の4選手が社業専念で現役引退となった（山内は後にサウルコス福井へ移籍した）。

### 2013年
SAGAWA SHIGA FCより中村元を、新卒で松岡祐介、荻原健太、不老祐介をそれぞれ獲得した。またGK金子進が長期離脱の怪我を負ってしまったため3月にベガルタ仙台から石川慧を急遽レンタル移籍で獲得した。8月にリーグ戦で12得点した大久保がモンテディオ山形へ完全移籍した。大久保が抜けてからは決定力不足に陥ったものの、最終的には9位でシーズンを終えた。シーズン終了後に谷池洋平と東北リーグ時代から唯一ソニー仙台に所属していた千葉雅人が現役引退し、千葉はJFL特別賞を受賞した。また山藤健太がツエーゲン金沢へ移籍。石川慧はベガルタ仙台に戻った。

### 2014年
川口大紀、吉田吏玖、細見諒、田中豪紀、内野裕太の大卒選手5人が加入した。1stステージは4位、2ndステージは5位で年間順位も5位で終わったものの天皇杯2回戦では鹿島アントラーズに2-2でPK戦の末勝利し、前年の雪辱を果たした。そして内野が新人ながら12得点で得点ランキング3位に食い込み新人王を獲得。シーズン終了後、2003年から12年間在籍した桐田英樹を初めとして、元木数馬、宮尾勇輝、李澤忍治、布施有太の5人がチームを離れた。

### 2015年
前年同様松藤正伸、前澤甲気、秋元佑太、金子貴裕、有間潤ら大勢の大卒選手が加入。しかし開幕したばかりの4月に不老祐介が都合により退団することが発表された。1stステージ開幕より無敗で進み一時は首位に立つも終盤の第13節Honda FC戦で初黒星を喫すると次の第14節FC大阪戦で引き分けとなり、同じ東北のヴァンラーレ八戸に得失点差で首位を譲ってしまい、1stステージ最終節の奈良クラブ戦で勝利したものの、前日に勝利した八戸に得失点差及ばず2位で終わった。さらに8月23日の天皇杯宮城県代表決定戦で仙台大学に1-3で敗れて、10年ぶりに天皇杯出場を逃した。2ndステージは当初から好調で11勝4分けの無敗で初のステージ優勝を飾った。そしてJFLチャンピオンシップはヴァンラーレ八戸相手に2戦合計で1-1となり、延長戦でも決着が付かず、PK戦の末5-4で勝利し、JFL参加17年目（旧JFL時代も含めると全国リーグ参加18年目）にして初のリーグ優勝を果たした。シーズン終了後に松岡祐介、澤口泉、前田和之、田中豪紀、川口大起の5人がチームを離れた。

### 2016年
三浦祐希、五十嵐亘、鈴木翔大、平野篤志、藤原元輝、古川裕貴の大卒選手6人が加入した。1stステージは6勝4分4敗の勝ち点23の7位。岩手国体では優勝した静岡県（アスルクラロ沼津）に敗れて準優勝に終わった。2ndステージは第5節から15節まで11連勝を飾り、11勝1分3敗と勝ち点34としたものの2ndステージ優勝のホンダFCに勝ち点2差及ばず2位となり、リーグ連覇は叶わなかった。シーズン終了後に、長年ソニー仙台に在籍した村田純平はじめ大瀧義史、佐藤秀行、細見諒とGKコーチの遠藤大志がチームを離れた。さらに松藤と前澤がJ3に昇格したアスルクラロ沼津に移籍した。

### 2017年
ヴァンラーレ八戸から菅井慎也が移籍。冨澤右京、吉森恭兵、菅原啓祐、丹代爽弥、石橋理志  の大卒5人が新加入した。1stステージは勝ち点36の2位で2ndステージは勝ち点23の7位となり、年間順位は勝ち点59の3位となった。シーズン終了後に6年間指揮をとった石川雅人監督が退任。また比嘉隼人と平野篤志が退団。有間潤がFC今治に完全移籍した。

### 2018年
新監督に本多進司コーチが昇格。OBの中村元がコーチとしてソニー仙台に復帰した。また新卒で山崎一帆、杉田真彦、田中龍志郎の3人が加入した。1stステージは7勝3分5敗の勝ち点24の6位。2ndステージは9勝1分5敗の勝ち点28で3位で年間では勝ち点52の4位となり、順位を落とした。その中で藤原元輝がチームトップ、リーグ3位タイの16得点でチーム唯一のJFLベストイレブンを獲得した。シーズン終了後に長年チームを支えた瀬田貴仁をはじめ山田佑介、五十嵐亘、石橋理志、瀧本雄太が退団、引退となった。

### 2019年
新卒で宮本鉄平、平田健人、吉川佳介、石上輝、佐川雅寛が加入した。2019年7月31日を以て本多進司監督が退任し、中村元コーチが監督に昇格した。最終成績2位となった。

### 2020年
佐藤碧、金井冬土、吉野蓮、鈴木啓太郎、松本拓海、鴨川優斗が加入。最終成績は3位となった。

### 2024年
9月27日、チームは同年末での活動終了を決定し、同日付でJFL事務局に退会届を提出したことを明らかにした。サッカースクールについても2025年3月末をもって終了するとしている。活動終了の理由として、ソニーグループは直接の運営母体であるソニーストレージメディアマニュファクチャリング多賀城サイトを拠点としていた記録メディア事業における構造改革（規模縮小）を理由として示している。
10月3日、JFL理事会は全会一致でソニー仙台の退会を承認し、正式に本年限りでのJFL退会が決定した。

## 下部組織
小学生以下を対象にしたスクール型の育成組織「ソニー仙台FCサッカースクール」を保有しており、幼児、U-8、U-10、U-12の4クラスに分けて指導している。

## 成績
| 年度 | 所属  | 監督            | 試合 | 勝点 | 勝    | 分 | 敗    | 得点 | 失点 | 得失 | 順位      | 天皇杯       | チーム数 |
| 1995 | 東北  | 佐藤健          | 14   | 22   | 10    | 2  | 2     | 29   | 18   | +11  | 優勝      | 地区予選敗退 | 8        |
| 1996 | 東北  | 佐藤健          | 14   | 23   | 11    | 1  | 2     | 47   | 16   | +31  | 優勝      | 2回戦敗退    | 8        |
| 1997 | 東北  | 佐藤健          | 14   | 39   | 13    | 0  | 1     | 57   | 13   | +44  | 優勝      | 県予選敗退   | 8        |
| 1998 | 旧JFL | 佐藤健          | 30   | 23   | 8(1)  | -  | 22    | 42   | 71   | -29  | 13位      | 2回戦敗退    | 16       |
| 1999 | JFL   | 長澤和明        | 24   | 26   | 9(2)  | 1  | 14    | 29   | 42   | -13  | 5位       | 3回戦敗退    | 8        |
| 2000 | JFL   | 長澤和明        | 22   | 37   | 13(2) | -  | 9 (2) | 51   | 37   | +14  | 5位       | 1回戦敗退    | 12       |
| 2001 | JFL   | 長澤和明        | 30   | 32   | 9     | 5  | 16    | 42   | 63   | -21  | 14位      | 1回戦敗退    | 16       |
| 2001 | JFL   | 吉田暢          | 30   | 32   | 9     | 5  | 16    | 42   | 63   | -21  | 14位      | 1回戦敗退    | 16       |
| 2002 | JFL   | 17              | 30   | 8    | 6     | 3  | 25    | 16   | +9   | 4位  | 1回戦敗退 | 18           |          |
| 2003 | JFL   | 30              | 45   | 13   | 6     | 11 | 46    | 44   | +2   | 9位  | 1回戦敗退 | 16           |          |
| 2004 | JFL   | 佐藤英二        | 30   | 47   | 13    | 8  | 9     | 50   | 42   | +8   | 6位       | 3回戦敗退    | 16       |
| 2005 | JFL   | 佐藤英二        | 30   | 50   | 15    | 5  | 10    | 48   | 37   | +11  | 8位       | 県予選敗退   | 16       |
| 2006 | JFL   | 佐藤英二        | 34   | 37   | 10    | 7  | 17    | 48   | 65   | -17  | 9位       | 1回戦敗退    | 18       |
| 2007 | JFL   | 佐藤英二        | 34   | 44   | 13    | 5  | 16    | 46   | 59   | -13  | 11位      | 2回戦敗退    | 18       |
| 2008 | JFL   | 田端秀規        | 34   | 49   | 15    | 4  | 15    | 53   | 42   | +11  | 9位       | 3回戦敗退    | 18       |
| 2009 | JFL   | 田端秀規        | 34   | 59   | 17    | 8  | 9     | 49   | 30   | +19  | 3位       | 2回戦敗退    | 18       |
| 2010 | JFL   | 田端秀規        | 34   | 42   | 11    | 9  | 14    | 34   | 42   | -8   | 14位      | 3回戦敗退    | 18       |
| 2011 | JFL   | 田端秀規        | 17   | 16   | 3     | 7  | 7     | 14   | 24   | -10  | 18位      | 2回戦敗退    | 18       |
| 2012 | JFL   | 石川雅人        | 32   | 39   | 9     | 12 | 11    | 27   | 29   | -2   | 12位      | 2回戦敗退    | 17       |
| 2013 | JFL   | 石川雅人        | 34   | 50   | 12    | 14 | 8     | 33   | 34   | -1   | 9位       | 2回戦敗退    | 18       |
| 2014 | JFL   | 石川雅人        | 26   | 46   | 13    | 7  | 6     | 45   | 29   | +16  | 5位       | 3回戦敗退    | 14       |
| 2015 | JFL   | 石川雅人        | 30   | 71   | 21    | 8  | 1     | 48   | 21   | +27  | 優勝      | 県予選敗退   | 16       |
| 2016 | JFL   | 石川雅人        | 30   | 57   | 17    | 6  | 7     | 56   | 27   | +29  | 6位       | 1回戦敗退    | 16       |
| 2017 | JFL   | 石川雅人        | 30   | 59   | 18    | 5  | 7     | 64   | 36   | +28  | 3位       | 1回戦敗退    | 16       |
| 2018 | JFL   | 本多進司        | 30   | 52   | 16    | 4  | 10    | 67   | 43   | +24  | 4位       | 2回戦敗退    | 16       |
| 2019 | JFL   | 本多進司 中村元 | 30   | 55   | 16    | 7  | 7     | 60   | 34   | +26  | 2位       | 県予選敗退   | 16       |
| 2020 | JFL   | 中村元          | 15   | 26   | 8     | 2  | 5     | 27   | 22   | +5   | 3位       | 2回戦敗退    | 16       |
| 2021 | JFL   | 中村元          | 32   | 48   | 14    | 6  | 12    | 52   | 39   | +13  | 6位       | 2回戦敗退    | 17       |
| 2022 | JFL   | 鈴木淳          | 30   | 28   | 5     | 13 | 12    | 23   | 39   | -16  | 14位      | 2回戦敗退    | 16       |
| 2023 | JFL   | 鈴木淳          | 28   | 43   | 11    | 10 | 7     | 46   | 40   | 6    | 4位       | 2回戦敗退    | 15       |
| 2024 | JFL   | 鈴木淳          | 30   | 37   | 10    | 7  | 13    | 34   | 40   | -6   | 12位      | 2回戦敗退    | 16       |

- 1998年から2000年の( )内は延長戦を示す。

## タイトル・表彰

### チーム
- 日本フットボールリーグ
  - 優勝：1回  (2015年)
  - フェアプレー賞 （2014年）
- 全国地域リーグ決勝大会
  - 優勝：1回 (1997年)

### 個人
- JFL MVP
  - 2015年 - 瀬田貴仁
- JFLベストイレブン
  - 2000年 - 田端秀規
  - 2002年 - 高田昌明
  - 2014年 - 瀬田貴仁
  - 2015年 - 荻原健太、瀬田貴仁、有間潤、内野裕太
  - 2016年 - 荻原健太、瀬田貴仁、有間潤
  - 2017年 - 荻原健太、瀬田貴仁、有間潤
  - 2018年 - 藤原元輝
  - 2019年 - 杉田真彦
  - 2020年 - 荻原健太、藤原元輝
  - 2021年 - 藤原元輝
  - 2023年 - 澤田雄大
- 新人王
  - 2014年 - 内野裕太
  - 2015年 - 有間潤
  - 2023年 - 後藤裕二
  - 2024年 - 布方叶夢
- 特別賞
  - 2013年 - 千葉雅人
  - 2017年 - 石川雅人
  - 2024年 - チーム
- 最優秀監督賞
  - 2015年 - 石川雅人

## ユニフォーム

### チームカラー
- 水色[1]、  青[1]、  白[1]

### ユニフォームスポンサー
| 掲出箇所 | スポンサー名        | 表記           | 掲出年                   | 備考                                                          |
| 胸       | ソニー              | SONY           | 1998年 -                 |                                                               |
| 鎖骨     | なし                | -              | -                        |                                                               |
| 背中上部 | So-net              | NURO           | 2008年 - 2012年 2019年 - | 2013年 - 2018年は袖                                           |
| 背中下部 | NSFエンゲージメント | NSF ENGAGEMENT | 2020年 -                 |                                                               |
| 袖       | なし                | -              | -                        |                                                               |
| パンツ   | ソニー              | α              | 2009年 -                 | 2009年 - 2012年は袖 2009年 - 2015年はソニーマーケティング名義 |

### ユニフォームサプライヤーの変遷
- - 2007年：プーマ
- 2008年 - 2023年：アンブロ
- 2024年[34]：アディダス

### 歴代ユニフォーム
| FP 1st      | FP 1st      | FP 1st      | FP 1st      | FP 1st      |
| ----------- | ----------- | ----------- | ----------- | ----------- |
| 2002 - 2007 | 2008 - 2016 | 2013 - 2016 | 2017 - 2020 | 2021 - 2023 |
| 2024        |             |             |             |             |
|             |             |             |             |             |

| FP 2nd      | FP 2nd      | FP 2nd      | FP 2nd      | FP 2nd      |
| ----------- | ----------- | ----------- | ----------- | ----------- |
| 2002 - 2007 | 2008 - 2016 | 2013 - 2016 | 2017 - 2020 | 2021 - 2023 |
| 2024        |             |             |             |             |
|             |             |             |             |             |

### 歴代ユニフォームスポンサー表記
| 年度 | 箇所 | 箇所 | 箇所         | 箇所      | 箇所           | 箇所   | サプライヤー |
| 年度 | 胸   | 鎖骨 | 袖           | 背中上部  | 背中下部       | パンツ | サプライヤー |
| 1998 | SONY | -    | -            | -         | -              | -      | PUMA         |
| 1999 | SONY | -    | -            | -         | -              | -      | PUMA         |
| 2000 | SONY | -    | -            | -         | -              | -      | PUMA         |
| 2001 | SONY | -    | -            | -         | -              | -      | PUMA         |
| 2002 | SONY | -    | -            | -         | -              | -      | PUMA         |
| 2003 | SONY | -    | -            | -         | -              | -      | PUMA         |
| 2004 | SONY | -    | -            | -         | -              | -      | PUMA         |
| 2005 | SONY | -    | -            | -         | -              | -      | PUMA         |
| 2006 | SONY | -    | -            | -         | -              | -      | PUMA         |
| 2007 | SONY | -    | -            | -         | -              | -      | PUMA         |
| 2008 | SONY | -    | （むすび丸） | So-net    | -              | -      | UMBRO        |
| 2009 | SONY | -    | α            | So-net    | -              | -      | UMBRO        |
| 2010 | SONY | -    | α            | So-net    | -              | -      | UMBRO        |
| 2011 | SONY | -    | α            | So-net    | -              | -      | UMBRO        |
| 2012 | SONY | -    | α            | So-net    | -              | -      | UMBRO        |
| 2013 | SONY | -    | So-net       | Dexerials | -              | α      | UMBRO        |
| 2014 | SONY | -    | So-net       | Dexerials | -              | α      | UMBRO        |
| 2015 | SONY | -    | So-net       | Dexerials | -              | α      | UMBRO        |
| 2016 | SONY | -    | So-net       | Dexerials | -              | α      | UMBRO        |
| 2017 | SONY | -    | So-net       | Dexerials | -              | α      | UMBRO        |
| 2018 | SONY | -    | So-net       | Dexerials | -              | α      | UMBRO        |
| 2019 | SONY | -    | -            | So-net    | -              | α      | UMBRO        |
| 2020 | SONY | -    | -            | So-net    | NSF ENGAGEMENT | α      | UMBRO        |
| 2021 | SONY | -    | -            | So-net    | NSF ENGAGEMENT | α      | UMBRO        |
| 2022 | SONY | -    | -            | So-net    | NSF ENGAGEMENT | α      | UMBRO        |

## ホームスタジアム

### 年度・競技場別の試合数
（1999年以後）
| 年度 | 仙台ス （ユアスタ） | 宮城ス （ひとめS→Qスタ） | 宮城サ （めぐみ） | 宮城サ （めぐみ） | 七ヶ浜 | その他                                 |
| 年度 | 仙台ス （ユアスタ） | 宮城ス （ひとめS→Qスタ） | A                 | B                 | 七ヶ浜 | その他                                 |
| 1999 | 6                   | -                        | 3                 | 0                 | 2      |                                        |
| 2000 | 7                   | 1                        | 0                 | 0                 | 2      | 名取愛島1                              |
| 2001 | 10                  | 0                        | 0                 | 0                 | 5      |                                        |
| 2002 | 6                   | 0                        | 0                 | 0                 | 2      |                                        |
| 2003 | 8                   | 0                        | 1                 | 0                 | 6      |                                        |
| 2004 | 7                   | 0                        | 1                 | 0                 | 7      |                                        |
| 2005 | 8                   | 0                        | 0                 | 0                 | 7      |                                        |
| 2006 | 9                   | 0                        | 0                 | 0                 | 6      | 福島・あづま1、名取愛島1               |
| 2007 | 10                  | 0                        | 0                 | 0                 | 6      |                                        |
| 2008 | 11                  | 0                        | 0                 | 0                 | 5      | 名取愛島1                              |
| 2009 | 4                   | 2                        | 1                 | 0                 | 8      | 名取愛島1、石巻1                       |
| 2010 | 9                   | 1                        | 0                 | 0                 | 5      | 石巻2                                  |
| 2011 | 8（6）              | 0                        | 3（2）            | 0                 | 0      | 松島1                                  |
| 2012 | 9                   | 1                        | 2                 | 0                 | 4      |                                        |
| 2013 | 3                   | 1                        | 3                 | 0                 | 5      | 仙台陸3、角田1、石巻1                  |
| 2014 | 4                   | 0                        | 2                 | 0                 | 3      | 角田2、石巻2                           |
| 2015 | 2                   | 2                        | 2                 | 2                 | 4      | 仙台陸1、角田1、石巻1                  |
| 2016 | 3                   | 1                        | 2                 | 4                 | 0      | 石巻2、仙台陸1、角田1、東京・味フィ西1 |
| 2017 | 3                   | 1                        | 3                 | 6                 | 0      | 角田2                                  |
| 2018 | 3                   | 2                        | 4                 | 4                 | 0      | 角田1、東京・味フィ西1                 |
| 2019 | 5                   | 1                        | 0                 | 8                 | 0      | 角田1                                  |
| 2020 | 2                   | 0                        | 1                 | 3                 | 0      | 石巻1                                  |
| 2021 | 3                   | 1                        | 1                 | 5                 | 0      | 石巻2、角田3、岩沼1                    |
| 2022 | 3                   | 0                        | 2                 | 7                 | 0      | 石巻1、角田1、岩沼1                    |

仙台ス-仙台スタジアム（ユアテックスタジアム仙台）
宮城ス-宮城スタジアム（ひとめぼれスタジアム宮城→キューアンドエースタジアムみやぎ）
宮城サA/B-宮城県サッカー場（みやぎ生協めぐみ野サッカー場）Aコート・Bコート
仙台陸-仙台市陸上競技場（弘進ゴム アスリートパーク仙台）
七ヶ浜-七ヶ浜サッカースタジアム
名取愛島-東北電力名取スポーツパーク愛島陸上競技場
石巻-石巻フットボール場
松島-松島フットボールセンターサッカー場
角田-角田市陸上競技場
岩沼-岩沼市陸上競技場
福島・あづま-福島県営あづま陸上競技場（とうほう・みんなのスタジアム）
東京・味フィ西-国立西が丘サッカー場（味の素フィールド西が丘）
- 七ヶ浜サッカースタジアムは2016年に人工芝に張り替えたためにJFLのカテゴリーでは使用できなくなった。

## 練習場
- ソニー仙台テクノロジーセンターグラウンド（宮城県多賀城市高橋4丁目6-1（秀光中等教育学校北側））

## 応援歌
- 『藍き獅子たち』[1]　作詞：かの香織[1]　作曲・編曲：松本晃彦[1]

## エピソード
- 元日本代表DF今野泰幸は、2000年に本人の地元でもあるソニー仙台FCへの入部が内定していたが、ソニー仙台とコンサドーレ札幌が練習試合を行った際、ソニー仙台の練習生として参加していた今野のプレーに札幌の監督だった岡田武史が目を付け、急転札幌の練習に参加してプロ入りに至った[35]。
- 2010年の天皇杯の2回戦にてベガルタ仙台との12年ぶり3回目の「仙台ダービー」が実現、延長の末ダービー戦初勝利を上げ、3回戦へ進出した[1][36]。この年の天皇杯は1回戦の2日後に2回戦が行われるという過密日程であった。その上、1回戦に勝ったチームの相手は全て大会シードのJリーグチームであるという、アマチュアチームにとって大きなコンディション差を強いられたトーナメント設定であった[36]。
- 2010年よりベガルタ仙台、モンテディオ山形と宮城県内の社会人チーム、大学チームが参加するみやぎチャレンジリーグにソニー仙台が参戦することになったが、僅か1年で休止状態となった。